# Bacon & Egg
Bacon & Egg (tidigare känd som Bacon & Ägg) är en svensk humorserie av Patrik Norrman. Den publicerades ursprungligen som ensidesavsnitt i den svenska tidningen Fantomen (oftast till manus av Ulf Granberg) 1985-86. Trots stor popularitet bland läsarna lades serien ner, men framgången med en svensk humorserie i Fantomen ledde sedermera till Herman Hednings intåg i tidningen 1988.
1995 återuppstod serien i Fantomen, nu i lite längre avsnitt tecknade och skrivna av Norrman. Den utvecklades med tiden till en mer originell komisk äventyrsserie, ofta med filosofiska inslag. Under en kort period (1995–97) hade serien sin egen serietidning, Bacon & Ägg, där även serier som "James Hund" ingick.
Efter Bacon & Ägg-tidningen lades ner flyttade serien sedan över till tidningen Herman Hedning 1998. Den har även publicerats i facktidningen Lön & Jobb.
2001 publicerades en samlingsvolym med titeln "I själva verket".